# موسيقى صوتية
الموسيقى الصوتية هي الموسيقى التي تستخدم فقط أو بشكل أساسي الأدوات التي تنتج الصوت من خلال الوسائل الصوتية ، على عكس الوسائل الكهربائية أو الإلكترونية . في حين أن جميع الموسيقى كانت ذات مرة صوتية ، ظهرت كلمة "الموسيقى الصوتية" بعد ظهور الآلات الكهربائية ، مثل الغيتار الكهربائي والكمان الكهربائي والأورغن والمركب .  لطالما كانت الآلات الوترية الصوتية مجموعة فرعية من الموسيقى الشعبية ، خاصة في الموسيقى الشعبية . لقد كانت على النقيض من أنواع مختلفة من الموسيقى الأخرى في عصور مختلفة ، بما في ذلك موسيقى الفرق الموسيقية الكبيرة في عصر ما قبل موسيقى الروك ، والموسيقى الكهربائية في عصر موسيقى الروك.

## روابط خارجية
- جوائز الموسيقى الصوتية الدولية

قالب:Folk music
1. ↑  Safire 2007.